# Jean-François Courand
Jean-François Courand (Saint-Malo, 14 octobre 1751-Nantes, 21 mai 1816), est un officier de marine français.

## Biographie
Dès 1764 il travaille sur les navires de la Compagnie des Indes et participe à une campagne en Chine sur le Penthièvre puis aux Indes, de 1766 à 1768, sur le Laverdy. En 1769, la Compagnie est supprimée et il entre alors dans la marine commerciale avant de revenir comme officier auxiliaire dans la Marine royale à l'occasion de la guerre d'Amérique. 
De 1783 à 1793, il participe à cinq campagnes en Chine et dans l'océan Indien et est admis en mars 1793 dans la marine d’État comme lieutenant de vaisseau. Il commande aussitôt la flûte Coche avec pour mission d'escorter des convois sur les côtes bretonnes. 
Capitaine de vaisseau (février 1794), commandant du Sans Pareil dans l'escadre de Villaret de Joyeuse, il est fait prisonnier le 1er juin 1794 lors d'un combat où il est blessé à diverses reprises. Libéré en mai 1795, il devient commandant du Zélé puis chef de division (mars 1796). 
Contre-amiral (avril 1798), commandant d'une division à Brest puis de la 3e escadre de l'armée de l'Océan sur le Terrible (en), il prend part en 1799, avec Bruix à la campagne de Méditerranée avant de regagner Brest où il exerce divers commandements avant d'être chargé en août 1803 de la surveillance des constructions et armements des flottilles à Lorient. 
Chef militaire par intérim à Brest (octobre 1803), il commande l'aile gauche de la flottille de Boulogne en 1804 puis, de 1809 à 1811, une division de l'escadre de l'Escaut. 
En août 1811, il est nommé au commandement de la marine en Toscane et dans les États romains et prend sa retraite en 1812.